# Jean Ignace Isidore Gérard
Jean Ignace Isidore Gérard, cunoscut mai ales sub semnătura sa de artist vizual J. J. Grandville sau uneori doar ca Grandville, (n. 3 septembrie 1803, Nancy - d. 17 martie 1847, Vanves, lângă Paris) a fost un desenator, ilustrator de cărți și caricaturist francez.